# Galaxis
Galaxis. Romanzi di fantascienza è stata una collana editoriale di romanzi di fantascienza pubblicata in Italia da Editrice Scorpio nel corso dell'anno 1986, per un totale di 8 volumi; è stata integralmente ristampata con nuove copertine e il nuovo titolo de Il Meglio della Fantascienza nel 1987, dopo che l'editore aveva assunto il nome di Edizioni New Scorpio. 
Curata da Antonio Bellomi e Alex Balto, la collana propose romanzi anglofoni per lo più appartenenti a serie di autori celebri, e corredati da appendici di racconti italiani; fecero eccezione il volume 6, traduzione di un originale tedesco, e il numero 7, unica uscita antologica. Era pubblicata in brossura tascabile e la prima edizione adottò una foliazione di 188x130 mm, mentre la ristampa passò a un formato più compatto di 178x125 mm. 

## Elenco delle uscite
Si indicano nella colonna "Anno" sia la data di prima edizione come Galaxis sia quella della ristampa come Il Meglio della Fantascienza.
| Numero | Autore                                     | Titolo                      | Note                                                                                         | Anno           | Anno         |
| ------ | ------------------------------------------ | --------------------------- | -------------------------------------------------------------------------------------------- | -------------- | ------------ |
| 1      | C. J. Cherryh                              | Il popolo ombra             | Romanzo autoconclusivo entro l'Universo della Lega e della Confederazione.                   | Marzo 1986     | Gennaio 1987 |
| 2      | John Brunner                               | Intrigo galattico           | Terzo romanzo della trilogia del pianeta Zarathustra.                                        | Aprile 1986    | Gennaio 1987 |
| 3      | Tanith Lee                                 | La pietra di sangue         | Primo romanzo della dilogia di Sabella.                                                      | Maggio 1986    | Marzo 1987   |
| 4      | Michael Moorcock                           | Il fiume dell'eternità      | Romanzo "prototipo" del macro-ciclo del Campione Eterno.                                     | Luglio 1986    | Marzo 1987   |
| 5      | Lin Carter                                 | Kesrick di Dragonrouge      | Primo romanzo della tetralogia della Terra Magica.                                           | Agosto 1986    | Maggio 1987  |
| 6      | Ronald M. Hahn e Harald Pusch              | I temponauti                |                                                                                              | Settembre 1986 | Maggio 1987  |
| 7      | Clifford D. Simak (e Kim Stanley Robinson) | La legge delle stelle       | Antologia di due romanzi brevi: - La legge delle stelle di Simak. - Verde Marte di Robinson. | Settembre 1986 | Giugno 1987  |
| 8      | George Henry Smith                         | La seconda guerra dei mondi | Secondo romanzo della trilogia di Dylan Macbride.                                            | Ottobre 1986   | Luglio 1987  |